# Carinerland
Carinerland ist eine Gemeinde im Nordwesten des Landkreises Rostock in Mecklenburg-Vorpommern. Die Gemeinde wird vom Amt Neubukow-Salzhaff mit Sitz in der Stadt Neubukow verwaltet.

## Geografie
Die Gemeinde Carinerland liegt in einem Grundmoränengebiet zwischen der Hansestadt Wismar und der Stadt Bad Doberan, etwa 13 Kilometer südöstlich des Salzhaffs. Das Gemeindegebiet grenzt im Süden an den Landkreis Nordwestmecklenburg.
Umgeben wird Carinerland von den Nachbargemeinden Biendorf im Norden, Kröpelin im Nordosten, Satow im Osten, Passee im Südosten, Züsow im Süden, Neuburg im Südwesten, Alt Bukow im Westen sowie Neubukow im Nordwesten.

### Gemeindegliederung
Die Gemeinde bilden die Ortsteile Alt Karin, Bolland, Danneborth, Kamin, Kirch Mulsow mit seinen Gemeindeteilen Clausdorf, Garvensdorf und Steinhagen, Klein Mulsow, Krempin, Moitin, Neu Karin, Ravensberg und Zarfzow.

## Geschichte
Die Gemeinde wurde am 15. März 2004 aus den vormals selbständigen Gemeinden Kamin, Karin, Krempin und Ravensberg gebildet. Zum 26. Mai 2019 kam die Gemeinde Kirch Mulsow hinzu.

## Politik

### Gemeindevertretung und Bürgermeister
Der Gemeinderat besteht (inkl. Bürgermeisterin) aus 11 Mitgliedern. Die Wahl zum Gemeinderat am 26. Mai 2019 hatte folgende Ergebnisse:
| Partei/Bewerber                                | Prozent | Sitze |
| ---------------------------------------------- | ------- | ----- |
| Wählergemeinschaft Aktionsbündnis Krempin      | 27,03   | 2     |
| Wählergemeinschaft Karin                       | 25,99   | 2     |
| Wählergemeinschaft Bürger für Ravensberg       | 23,86   | 2     |
| Wählergemeinschaft Kamin, Moitin, Klein Mulsow | 23,12   | 2     |

Seit 2024 ist Alexander von Storch Bürgermeister der Gemeinde.

### Dienstsiegel
Die Gemeinde verfügt über kein amtlich genehmigtes Hoheitszeichen, weder Wappen noch Flagge. Als Dienstsiegel wird das kleine Landessiegel mit dem Wappenbild des Landesteils Mecklenburg geführt. Es zeigt einen hersehenden Stierkopf mit abgerissenem Halsfell und Krone und der Umschrift „* GEMEINDE CARINERLAND * LANDKREIS ROSTOCK“.

## Sehenswürdigkeiten
- Dorfkirche Alt Karin
- Naturschutzgebiet Entenmoor Moitin

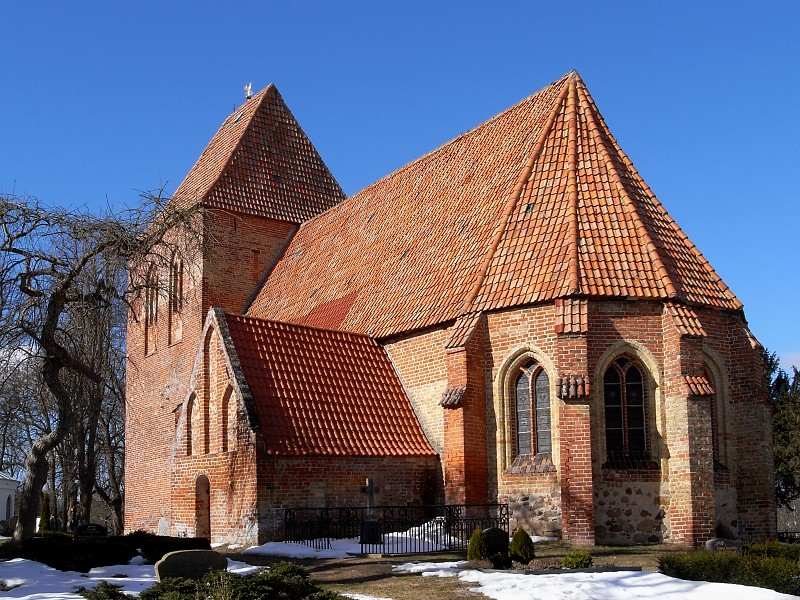
Dorfkirche in Alt Karin
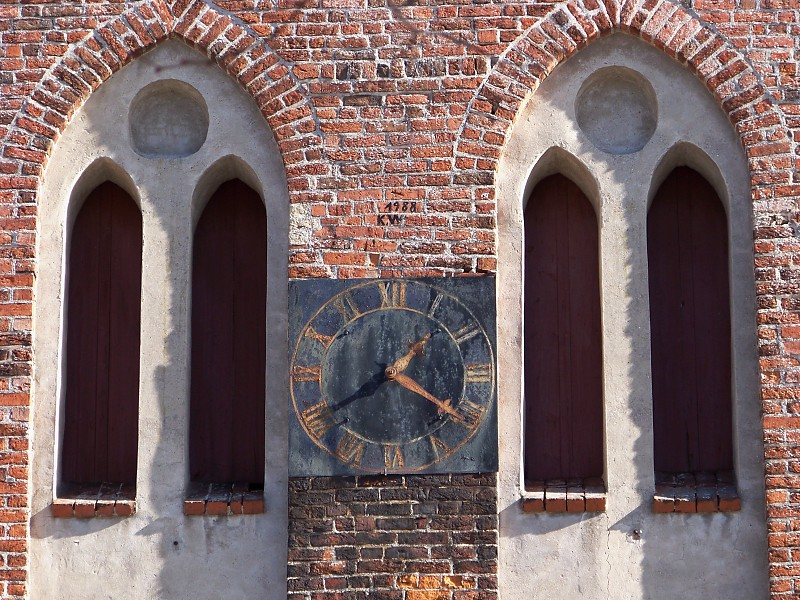
Kirchenuhr der Dorfkirche
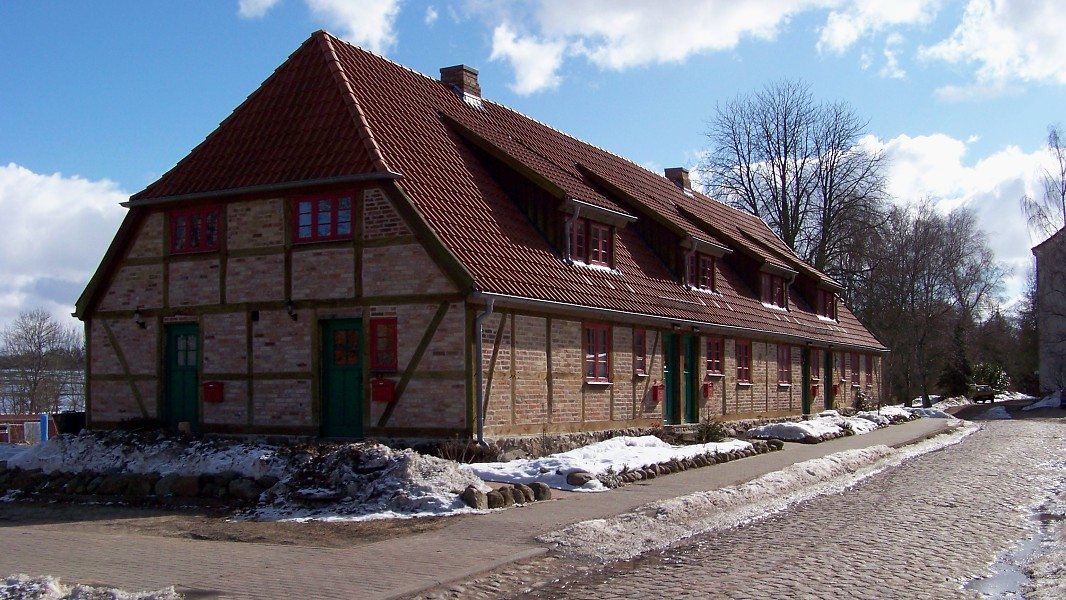
Schnitterkaten in Alt Karin

## Belege
1. ↑  Statistisches Amt M-V – Bevölkerungsstand der Kreise, Ämter und Gemeinden 2023 (XLS-Datei) (Amtliche Einwohnerzahlen in Fortschreibung des Zensus 2011) (Hilfe dazu).
2. ↑  StBA: Gebietsänderungen vom 01.01. bis 31.12.2004
3. ↑  Gebietsänderungen in Mecklenburg-Vorpommern 01.01.2019 bis 31.12.2019. :Statistisches Amt Mecklenburg-Vorpommern, abgerufen am 1. August 2023.
4. ↑  Wahlergebnisse auf www.neubukow-salzhaff.de